# Realisme poètic
El Realisme poètic francès va ser un moviment cinemàtografic desenvolupat a França durant la dècada de 1930. Més una tendencia que un moviment, el realisme poètic no va estar tant fortament unificat com el muntatge soviètic o l'impressionisme francès, sinó que va ser tractat de forma individual per alguns cineastes. Entre ells apareixen noms com Jacques Feyder, Pierre Chenal, Jean Vigo, Julien Duvivier, Marcel Carné i, potser, el director més significatiu del moviment, Jean Renoir. Renoir va fer una gran varietat de pel·lícules, moltes influenciades pel grup d'esquerres Front Popular. Les estrelles freqüents d'aquestes pel·lícules van ser Jean Gabin, Michel Simon, Simone Signoret i Michèle Morgan.
Les pel·lícules del moviment són "realisme recreat", estilitzat i vinculat a l'estudi, en comptes d'apropar-se al "social-realisme del documental". Les pel·lícules del moviment tenen, amb un to nostalgic i amarg, una visió fatalista de la vida amb els seus personatges, els quals viuen al marge de la societat, com membres de la classe obrera sense feina o delinqüents. En les històries, els personatges tenen una vida de desil·lusions on se'ls presenta una última oportunitat d'estimar-se, però en ultima instància, es deceben de nou. Els films acostumen a acabar amb aquesta desil·lusió o, fins i tot, la mort. El terme "poètic" se li assigna a causa d'un esteticisme elevat que a vegades crida l'atenció sobre els aspectes representatius de les pel·lícules. Tot i tenir un nivell baix de producció, el cinema francès va crear una gran quantitat de pel·lícules influents, gràcies al talent de les persones que es dedicaven a la indústria del cinema a França durant la dècada de 1930. Entre aquestes persones destaquen el dissenyador Lazare Meerson, els compositors Georges Auric, Arthur Honegger, Joseph Kosma i Maurice Jaubert, i els guionistes Charles Spaak i Jacques Prévert.
La profunditat que aconseguia el cinema francès és, en gran part, fruit de les limitacions amb les quals havia de treballar: En comparació amb el panorama Amèrica, que disposava de la primícia en tecnologies i actors reconeguts, el realisme poètic francès va haver de pensar una estratègia per tal de diferenciar-se de les grans potències cinematogràfiques. D'aquí va sorgir la idea del cinema de qualitat, amb la qual els francesos titllaven el seu cinema de més natural i humà i aconseguien generar una unitat expessiva que els separava de les produccions en massa americanes. Aquesta unitat expressiva es podria resumir de la següent manera: "s'intentava crear una atmosfera densa amb un tempo sostingut que generava una complicitat entre l'espectador i el drama"
El moviment va tenir un gran impacte en els moviments cinematogràfics posteriors, en particular el neorrealisme italià (molts dels neorrealistes, especialment Luchino Visconti, van treballar amb directors realistes poètics abans de començar les seves pròpies carreres com a crítics i directors), el cinema negre americà i la Nouvelle vague.

## Context històric
El realisme poètic va ser en gran manera influenciat pels diferents ambients de transició en el que es trobava.
D’una banda, el realisme poètic va néixer durant els anys 30 i, per tant, reflectia la societat francesa del període d'entreguerres. Els films del moviment mostren personatges derrotistes, amb una moral baixa i dures condicions de vida heretades de la crisi iniciada als Estats Units amb el Crac del 29 i que, posteriorment, es va estendre per Europa. Simultàniament, però, va ser creat el Front Popular de Léon Blum, el qual aspirava a posar fi a aquesta crisi. Per tant, els ideals socialistes d’aquesta coalició d’esquerres sovint són visibles en les temàtiques dels films del realisme poètic.
D’altra banda, es tracta d’un moviment que neix durant la transició del cinema mut al sonor, popularitzat a finals dels anys 1920. En conseqüència, el realisme poètic francès esdevé el primer moviment de la cinematografia francesa a incloure diàlegs i beneficiar-se de les qualitats expressives del so.
Artísticament, neix en un context complex. Sorgeix durant el final de les avantguardes posteriors a la Primera Guerra Mundial i queda influenciada per algunes d’elles com l’Expressionisme o el Surrealisme. A més, podem destacar la influència de la literatura en el moviment, especialment autors francesos com Émile Zola. Tanmateix, l’impacte més evident el van tenir escriptors i periodistes contemporanis que van treballar com a guionistes durant aquesta època. Entre ells destaquen Jacques Prévert, Henri Jeanson o Charles Spaak.

## Característiques[5]
- Introducció de personatges en un context popular, tals com obrers, prostitutes i inclús soldats. Les pel·lícules del moviment serveixen de portaveu del Front Popular. Quasi tots els films són ubicats en ambients urbans, centrant-se en la idea de la ciutat i els canvis que estan succeint. Aquest és el factor més realista del moviment.
- L'ús de personatges antiherois, desgraciats i amb freqüència paries (com el desertor de Le Quai des brumes (1938) de Marcel Carné). Aquests personatges són representants d'una classe social i estan marcats per un fort determinisme. El destí i la fatalitat tenen molta importancia al llarg de les històries, sobretot en els finals tràgics que tenen aquestes. Aquest punt és la faceta poètica del corrent cinemàtografic. Films com Le jour se lève (1939) de Marcel Carné o La Bête humaine (1938) de Jean Renoir són clars exemples de l'ús d'aquesta idea.
- La narració de les pel·lícules queda en segon pla davant d'un altre element: l'atmosfera. L'objectiu dels films del realisme poètic francès és la creació d'una atmosfera que transmeti les emocions dels personatges. És per això que molts dels elements dels films no contribueixen directament a la trama sinó que ajuden a la creació d'aquest ambient. Sovint aquests elements s'allunyen d'allò que consideraríem purament realista, però permeten representar la realitat d'una manera més lírica. És precisament aquesta característica que li dona el nom de "realisme poètic". És a dir, és un realisme que no busca apel·lar a la raó de l'espectador sinó a la seva sensibilitat.[6]
- Comprensió de la realitat com un seguit d'esdeveniments aïllats i no com a un seguit d'accions amb relació de causa i efecte. A diferència del cinema clàssic del mateix període, la narració no té una continuïtat clara perquè els personatges no tenen uns objectius als quals arribar. En tenir personatges passius que en comptes de fer accions els hi succeeixen esdeveniments, la narració perd aquesta cadena de causa i efecte.
- L'amor i la fisicalitat dels personatges sovint són presents en els films de manera més explícita i directa que en les obres contemporànies del cinema clàssic. L'absència d'una censura com la del Codi Hays als Estats Units es veu reflectida en el realisme i complexitat de les històries d'amor, que s'allunyen de la idealització clàssica, així com la proximitat física dels personatges.
- La importància del diàleg: el realisme poètic francès és el primer gran moviment cinemàtografic francès de cinema sonor. Per aquest fet, els directors construeixen les escenes a partir de l'ús de les paraules, el diàleg i la millor forma d'expressar idees verbalment per crear un joc dramàtic.
- Hereten la concepció de la ciutat del cinema expressionista alemany. Les pel·lícules d'aquest corrent, durant els anys '20, representaven la ciutat com una personificació del vici: carrers deformats i arquitectures torturades que sugerien un desviament dels topics burgesos. El realisme poètic repren la idea, però de forma més subtil: la il·luminació sobtada dels carrers amb efectes més discrets, els carrers són brumosos, amb moltes ombres i banyats per petits entrellums. Aquest fet és l'element visual més característic del realisme poètic. Es crea d'aquesta manera l'efecte que els grans decorats encapsulen els personatges. Aquesta sensació és també potenciada per el moviment de càmera.
- És molt predominant l'ús de decorats per sobre d'emplaçaments reals. Per tal de crear l'atmosfera característica dels films del realisme poètic és imprescindible un major control sobre els elements visuals i sonors. És per això que es construeixen grans sets específics per a cada producció. Aquests destaquen pel gran nivell de detall i realisme. A més, degut a l'ambient urbà d'aquestes pel·lícules, sovint s'han de recrear ciutats dins dels estudis, com aquelles visibles a Pépé le moko (1937) o Hôtel du Nord (1938), entre molts d'altres.[7]
- Es retrata la temporalitat. Va més enllà de captar les accions dels personatges i es filma el temps mort per tal d'entendre les emocions dels personatges. Sovint aquest temps mort és interromput per una escena de gran acció o clímax, cosa que provoca un efecte paradoxal. Així i tot es segueix captant lentament la vivència del personatge a través de mirades sobretot.
- Es busca l'espontanietat i l'explosió emocional i gestual dels actors. Diferents directors ho treballen amb diversos mètodes, per exemple, Jean Renoir fa repetir als seus actors múltiples vegades una mateixa escena per tal que al final no l'actuin, sinó que la visquin. Cansa l'actor per tal que caigui la representació i surti l'essència humana.

## Exemples notables
Els precursors del moviment poètic realista inclouen:
- La Petite Lise (1930) de Jean Grémillon
- Pension Mimosas (1934) de Jacques Feyder
- Le Grand Jeu (1934) de Jacques Feyder

Els treballs realistes poètics dels principals cineastes de mitjans de la dècada de 1930 inclouen:
- L'Atalante (1934) de Jean Vigo
- La Bandera (1935) de Julien Duvivier
- La Belle Équipe (1936) de Julien Duvivier
- Les Bas-fonds/The Lower Depths (1936) de Jean Renoir
- Pépé le Moko (1937) de Julien Duvivier
- La Grande Illusion (1937) de Jean Renoir
- La Bête humaine (1938) de Jean Renoir
- Le Quai des brumes (1938) de Marcel Carné
- Hôtel du Nord (1938) de Marcel Carné
- La Règle du jeu (1939) de Jean Renoir
- Le Jour se lève (1939) de Marcel Carné